# USS Gurnard (SSN-662)
USS Gurnard (SSN-662) – amerykański myśliwski okręt podwodny z napędem atomowym typu Sturgeon. Wyposażony był w pociski przeciwokrętowe Harpoon oraz rakietowe pociski przeciwpodwodne SUBROC z głowicą jądrową W55 o mocy 5 kT, a także w 23 torpedy Mk. 48 ADCAP i minotorpedy Mk. 60 Captor. "Gurnard" zwodowano 20 maja 1967 roku w stoczni Mare Island Naval Shipyard Okręt został przyjęty do służby operacyjnej w marynarce wojennej Stanów Zjednoczonych 6 grudnia 1968 roku, którą pełnił do 28 kwietnia 1995 roku.